# Nicolas Poirriez
Nicolas Poirriez est un homme politique français né le 10 mars 1764 à Gueschart (Somme) et décédé le 16 mars 1852 au même lieu.
Cultivateur, il est élu député de la Somme au Conseil des Cinq-Cents le 24 germinal an VI. En 1800, il est juge au tribunal d'Amiens, puis conseiller à la cour d'appel d'Amiens en 1811. Il conserve ses fonctions sous la Restauration et devient président de chambre sous la Monarchie de Juillet.

## Sources
- « Nicolas Poirriez », dans Adolphe Robert et Gaston Cougny, Dictionnaire des parlementaires français, Edgar Bourloton, 1889-1891 [détail de l’édition]